# Aeropuerto de Tandil
El Aeropuerto de Tandil (o Aeropuerto Héroes de Malvinas) (FAA: DIL - IATA: TDL - OACI: SAZT) es el aeropuerto que sirve a la ciudad de Tandil y alrededores. El mismo se encuentra a 18 km al noroeste del centro de la ciudad de Tandil, en la Provincia de Buenos Aires; se lo conoce con el nombre de «Héroes de Malvinas». Las instalaciones son compartidas con la VI Brigada Aérea de la Fuerza Aérea Argentina, que también tiene sede en Tandil. 
Su dirección es Sección Chacras - Acceso a Base Aérea S/N (B7000) y sus coordenadas son latitud 37° 13' 31" S y longitud 59° 13' 40" O.
El área total del predio es de 531 ha y tiene una terminal de pasajeros de 215 m². Su pista pavimentada fue inaugurada en 1954 por el ministro de Obras Públicas Juan Pistarini.
La mayoría de las operaciones son militares, aunque mediante un acuerdo firmado con Daniel Scioli la empresa Sol Líneas Aéreas comenzó a realizar a partir del lunes 17 de noviembre de 2008 vuelos entre Buenos Aires y esta localidad, con cuestionamientos por los horarios de los vuelos. A raíz de la poca demanda de pasajes, los vuelos fueron suspendidos a partir del 1 de marzo de 2009.

## Aerolíneas y destinos
| Humming Airways                        | Nacionales (2): Buenos Aires-Aeroparque, Olavarría | N/A |
| Total: 2 destinos, 1 país, 1 aerolínea |                                                    |     |

Notas
1. ↑  El vuelo con destino a Aeroparque hace escala en Olavarría.